# Reut (rzeka)
Reut (rum. Răut) – rzeka w środkowej Mołdawii, prawy dopływ Dniestru. Długość - 286 km, powierzchnia zlewni - 7.760 km².
Reut przecina Wyżynę Besarabską z północnego zachodu na południowy wschód. Nad Reutem leżą m.in. miasta Bielce i Orgiejów. Uchodzi do Dniestru na wysokości miasta Dubosary.